# Ernst Wilhelm Leberecht Tempel
Ernst Wilhelm Leberecht Tempel (Niedercunnersdorf (ma Kottmar része), Szász Királyság, 1821. december 4. – Arcetri, Olaszország, 1889. március 16.) német csillagász és litográfus.

## Életrajza
1837-től Meißenben kitanulta a litográfia (kőnyomtatás, kémiai nyomtatás) mesterségét. 1840-től több éven keresztül tartanak vándorévei, melynek során eljut Koppenhága, Stockholm és Christiana (ma Oslo) városába is.
1858-ban felszabadult litográfusként telepedett le Velencében, és megházasodott.
Litográfiái és rajzai részletgazdagságát értékelték, emiatt gyakran dolgozott botanikusoknak és más természettudósoknak.
Tempel, aki tanulóévei óta érdeklődött a csillagászat iránt 1858-ban négycolos lencsés távcsövet (refraktor) szerzett magának. Ezzel fedezett fel egy üstököst és egy reflexiós ködöt a Fiastyúkban. Az utóbbi felfedezését később kétségbe vonták, mivel a Fiastyúkot sokan rendszeresen figyelték anélkül, hogy a halvány ködöt felfedezték volna.
Bár Tempel amatőrcsillagász volt teljesítménye alapján 1860-ban meghívták a marseillei királyi csillagvizsgálóba. A következő években fedezett fel 5 kisbolygót és 21 üstököst többek között az 55P/Tempel-Tuttle üstököst, a Leonidák meteorraj szülőüstökösét. 1870-ben a porosz–francia háború miatt Olaszországba ment. 1875-ben átvette a nem sokkal azelőtt épített arcerti-i csillagvizsgáló vezetését. (Arcerti Firenzétől délre található.)
A csillagászati teljesítményéért többször kitüntették. Az ő emlékét őrzi egy 40 km-es Holdkráter és a 3808 Tempel kisbolygó. Több általa felfedezett üstökös őrzi a nevét, például a 9P/Tempel 1, amely a Deep Impact nevű NASA-misszió célja.